# Change Clothes
„Change Clothes” - jest to pierwsza piosenka amerykańskiego rapera Jay-Z pochodząca ze studyjnego albumu The Black Album.

## Lista piosenek Singla

### Change Clothes, Pt. 1
1. "Change Clothes""
2. "What More Can I Say"

### Change Clothes, Pt. 2
1. "Change Clothes"
2. "Excuse Me Miss"
3. "I Just Wanna Luv U (Give It 2 Me)"
4. "Change Clothes" (Video)